# وربووو (پرییپویه)
وربووو (به صربی: Vrbovo) یک منطقهٔ مسکونی در صربستان است که در پریژپولجه واقع شده‌است. وربووو ۹۹ نفر جمعیت دارد.